# Ana Toledano
Ana María Toledano Navarro (Chillón, 1960), más conocida como Ana Toledano, es una exjugadora de balonmano española que fue subcampeona de los Juegos Mediterráneos e internacional con la selección española.

## Trayectoria
Empezó haciendo atletismo en sus primeros años pero en el colegio, ya en el municipio madrileño de Leganés, uno de los profesores montó un equipo con el que empezó a entrenar y competir. Durante su época formativa, con el Club Balonmano Leganés, levantó un campeonato de España, además de un segundo puesto y un tercero.
Tras varios años como miembro del primer equipo madrileño dejó su club de siempre y se fue al Iber Valencia, dónde compitió el puesto con Cristina Gómez. Cuando se retiró cambió las pistas por los despachos del club valenciano en la época en el que el Valencia CF se hizo cargo subsidiario del equipo de balonmano.
Tuvo un grave accidente de tráfico con 27 años (en el que falleció su pareja en aquél momento) y se rompió la muñeca, la cadera, la pelvis, el sacro, varias costillas y el codo. Para agilizar la recuperación volvió a entrenar con su club. Pero una enfermedad degenerativa y crónica, la esclerosis múltiple, terminó apartándola de las pistas definitivamente y postrándola en una silla de ruedas.
Recibió un homenaje de su pueblo, en el antiguo pabellón Europa de su ciudad, por parte de la Real Federación Española de Balonmano, el alcalde de la ciudad, Jesús Gómez, y el presidente del Club Balonmano Leganés, Juan del Arco, antes de ser remodelado y convertirse en el pabellón Manuel Cadenas.
Ana Toledano, fue la pregonera, en 2016, de las Fiestas de San Nicasio y, en 2019, de las Fiestas de Nuestra Señora de Butarque. Fue la encargada de entregar la Copa de la Reina de fútbol de 2021.

### Selección
Convocada por primera vez el 23 de septiembre de 1979, Ana Toledano compitió en 36 ocasiones con las selección española, en las que marcó 6 tantos. Compitió en los primeros Juegos Mediterráneos, los de Split en 1979, dónde quedaron segundas, en un equipo que compartió con Carmen Rams, Mercedes Fuertes, Ángeles Casafont, Cristina Mayo, Luisa Martín, Vicenta Cano o Sagrario Santana.

## Títulos
- 1 x  Medalla de plata Juegos Mediterráneos 1979
- 6 x Liga
- 6 x Copa de la Reina

### Galardones individuales
- Medalla de Oro el Mérito Deportivo de la Federación Española de Balonmano[3]
- Premio ULEG (2015)[8]